# Regnbågsciklid
Regnbågsciklid, även kallad spetsstjärtsciklid (Apistogramma agassizii) är en fiskart som först beskrevs av Steindachner, 1875.  Regnbågsciklid ingår i släktet Apistogramma och familjen Cichlidae. Inga underarter finns listade i Catalogue of Life.
Arten förekommer i Amazonområdet i östra Peru och Brasilien.